# Paramount Airways
Paramount Airways fue una aerolínea con base en Chennai, India. Operaba vuelos regulares, principalmente transportando a viajeros ejecutivos. Su centro de operaciones es el Aeropuerto Internacional de Chennai. Fue la primera aerolínea de India en operar con los aviones de nueva generación Embraer 170/190.

## Historia
La aerolínea comenzó a operar en octubre de 2005. Fue fundada por la compañía textil con base en Madurai, Paramount Group.

## Destinos
Paramount Airways actualmente vuela a dieciséis destinos en India.

## Flota
La flota de Paramount Airways consiste de las siguientes aeronaves a 1 de diciembre de 2010:
Por no pagar las deudas de arrendamiento, GECAS demandó y retiró sus aviones del Paramount Airways.
En enero de 2010 la media de edad de la flota de Paramount Airways fue de 4,9 años.
El 14 de julio de 2005, la compañía efectuó un pedido por cinco aviones (dos Embraer 170 y tres Embraer 175) en el Festival Aéreo de París de 2005.
El 20 de junio de 2009, Paramount Airways firmó un acuerdo de entendimiento para adquirir diez Airbus A321-200 con opción a diez más. El acuerdo tuvo lugar en el 48.º Festival Aéreo de París. El acuerdo cuenta con el apoyo financiero de European Central Bank.

## Premios y reconocimientos
- Paramount Airways ganó el "Arco de Europa"[7]
- Paramount Airways fue galardonado por el "Premio a la Excelencia" entregado por el Instituto de Estudios Económicos[8]